# Großer Rohrbacher Teich
Großer Rohrbacher Teich este o arie protejată (arie specială de conservare — SAC, sit de importanță comunitară — SCI) din Germania întinsă pe o suprafață de 47 ha, integral pe uscat.

## Localizare
Centrul sitului Großer Rohrbacher Teich este situat la coordonatele 51°17′30″N 14°00′53″E / 51.2917°N 14.0147°E.

## Înființare
Situl Großer Rohrbacher Teich a fost declarat sit de importanță comunitară în iunie 2002 pentru a proteja 5 specii de animale. Situl a fost protejat și ca arie specială de conservare în aprilie 2011.

## Biodiversitate
Situată în ecoregiunea continentală, aria protejată conține 2 habitate naturale: Lacuri eutrofice naturale cu vegetație de tip Magnopotamion sau Hydrocharition, Mlaștini turboase de tranziție și turbării mișcătoare.
La baza desemnării sitului se află mai multe specii protejate:
- amfibieni (2): buhai de baltă cu burta roșie (Bombina bombina), triton cu creastă (Triturus cristatus)
- mamifere (3): lupul (Canis lupus), vidră de râu (Lutra lutra), liliac de iaz (Myotis dasycneme)